# 卢瓦尔河畔圣萨蒂南
卢瓦尔河畔圣萨蒂南（法語：Saint-Saturnin-sur-Loire，法語發音：[sɛ̃ satyʁnɛ̃ syʁ lwaʁ] ⓘ）是法国曼恩-卢瓦尔省的一个旧市镇，属于昂热区。2016年12月15日，卢瓦尔河畔圣萨蒂南和相邻的9个市镇合并为新市镇布里萨克-卢瓦尔-欧邦斯。

## 地理
卢瓦尔河畔圣萨蒂南（47°23'42"N, 0°26'9"W）面积11.94 平方千米，位于法国卢瓦尔河地区大区曼恩-卢瓦尔省，该省份为法国西部内陆省份，大致对应安茹地区，北起顺时针与马耶讷省、萨尔特省、安德尔-卢瓦尔省、维埃纳省、德塞夫勒省、旺代省、大西洋卢瓦尔省和伊勒-维莱讷省接壤。
与卢瓦尔河畔圣萨蒂南接壤的市镇（或旧市镇、城区）包括：布莱松-圣叙尔皮斯、布里萨克-坎塞、欧邦斯河畔沙尔塞圣埃利耶、拉达格尼耶尔、圣让德莫夫雷、圣叙尔皮斯。

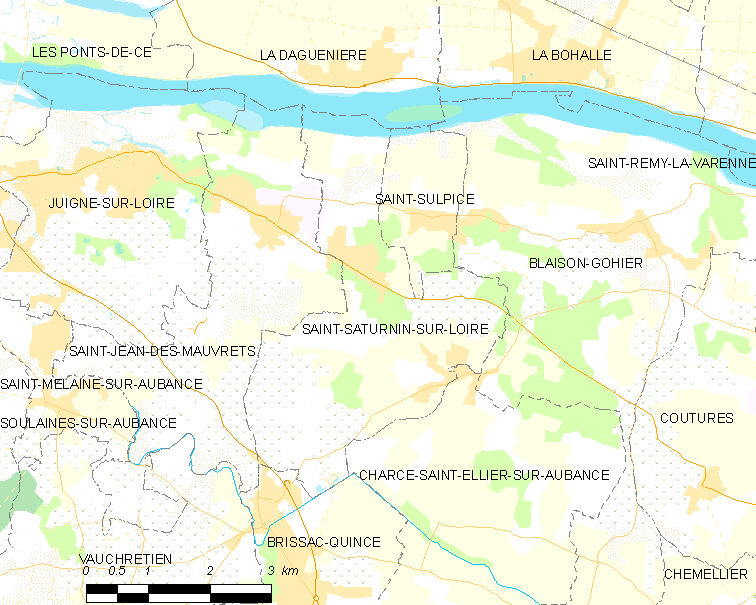
卢瓦尔河畔圣萨蒂南的OSM定位图

卢瓦尔河畔圣萨蒂南的时区为UTC+01:00、UTC+02:00（夏令时）。

## 行政
卢瓦尔河畔圣萨蒂南的邮政编码为49320，INSEE市镇编码为49318。

## 政治
卢瓦尔河畔圣萨蒂南所属的省级选区为莱蓬德塞县。

## 人口

1962-2008年间卢瓦尔河畔圣萨蒂南人口变化图示

卢瓦尔河畔圣萨蒂南于2018年1月1日时的人口数量为1331人。